# 萨伊 (阿登省)
萨伊（法語：Sailly，法語發音：[saji]）是法国阿登省的一个市镇，属于色当区。

## 地理
萨伊（49°36'41"N, 5°10'31"E）面积12.8 平方千米，位于法国大東部大區阿登省，该省份为法国北部内陆省份，西接埃纳省，南至马恩省，东临默兹省，北与比利时接壤。
与萨伊接壤的市镇（或旧市镇、城区）包括：布拉尼、卡里尼昂、利奈、马朗德里、沃莱穆宗。

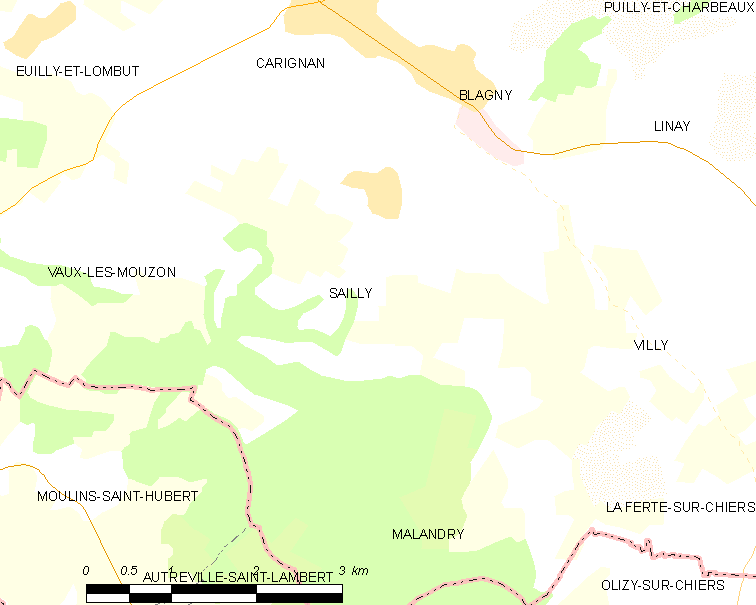
的OSM定位图

萨伊的时区为UTC+01:00、UTC+02:00（夏令时）。

## 行政
萨伊的邮政编码为08110，INSEE市镇编码为08376。

## 政治
萨伊所属的省级选区为卡里尼昂县。

## 人口

1962-2008年间人口变化图示

萨伊于2022年1月1日时的人口数量为249人。